# WWE Superstar Shake-up (2018)
O WWE Superstar Shake-up 2018 foi o décimo segundo draft produzido pela promoção de luta livre profissional WWE, que aconteceu em 16 e 17 de abril de 2018. A primeira parte do evento foi realizada no Raw, que foi transmitido ao vivo do XL Center em Hartford, Connecticut, e a segunda foi realizada durante o SmackDown, que foi realizado no Dunkin' Donuts Center em Providence, Rhode Island.

## Antecedentes
No Raw de 9 de abril de 2018, a WWE anunciou que nos episódios de 16 e 17 de abril do Raw e SmackDown Live, respectivamente, o Superstar Shake-up ocorreria. Em vez do tradicional draft, o gerente geral do Raw, Kurt Angle, e a gerente geral do SmackDown, Paige, tiveram a oportunidade de negociar entre seus respectivos talentos e outros negócios. Foi anunciado no dia seguinte no SmackDown, Paige, que anunciou sua aposentadoria dos ringues na noite anterior, substituiria  Daniel Bryan como gerente geral do SmackDown, já que Bryan havia voltado a ser um lutador em tempo integral.

## Seleção de lutadores

### Raw
Os seguintes lutadores e outras personalidades mudaram de programa no episódio de 16 de abril do Raw.
| Seleção nº | Empregado (Nome real)                                                                               | Do programa    | Para o programa | Notas |
| ---------- | --------------------------------------------------------------------------------------------------- | -------------- | --------------- | --- |
| 1          | Jinder Mahal com Sunil Singh e Samir Singh (Yuvraj Dhesi com Gurvinder Sihra)                       | SmackDown      | Raw             | Campeão dos Estados Unidos. |
| 2          | The Riott Squad (Ruby Riott, Liv Morgan e Sarah Logan) (Dori Prange, Gionna Daddio e Sarah Bridges) | SmackDown      | Raw             | |
| 3          | Kevin Owens e Sami Zayn (Kevin Steen e Rami Sebei)                                                  | Agentes livres | Raw             | Owens e Zayn foram (kayfabe) demitidos do SmackDown em 20 de março de 2018 por agredirem o comissário Shane McMahon, e não conseguiram recuperar seus empregos no WrestleMania 34. Eles também não conseguiram ganhar contratos no Raw após o WrestleMania, mas foram premiados com contratos pela comissária do Raw, Stephanie McMahon. |
| 4          | The Miz (Michael Mizanin)                                                                           | Raw            | SmackDown       | |
| 5          | Zack Ryder (Matthew Cardona)                                                                        | SmackDown      | Raw             | Anunciou sua transferência no Twitter. |
| 6          | Breezango (Fandango e Tyler Breeze) (Curtis Hussey e Matthias Clement)                              | SmackDown      | Raw             | |
| 7          | Natalya (Natalie Neidhart-Wilson)                                                                   | SmackDown      | Raw             | |
| 8          | Mojo Rawley (Dean Muhtadi)                                                                          | SmackDown      | Raw             | Anunciado no canal da WWE no YouTube. |
| 9          | Dolph Ziggler (Nicholas Nemeth)                                                                     | SmackDown      | Raw             | |
| 10         | Drew McIntyre (Andrew Galloway IV)                                                                  | NXT            | Raw             | |
| 11         | Baron Corbin (Thomas Pestock)                                                                       | SmackDown      | Raw             | |
| 12         | Mike Kanellis (Michael Bennett)                                                                     | SmackDown      | Raw             | Anunciado no Twitter da WWE. |
| 13         | The Ascension (Konnor e Viktor) (Ryan Parmeter e Eric Thompson)                                     | SmackDown      | Raw             | Anunciado no Instagram da WWE. |
| 14         | Bobby Roode (Robert Roode Jr.)                                                                      | SmackDown      | Raw             | |
| 15         | Chad Gable (Charles Betts)                                                                          | SmackDown      | Raw             | Anunciado no Twitter da WWE. |

### SmackDown Live
Os seguintes lutadores e outras personalidades mudaram de programa no episódio de 17 de abril do SmackDown Live.
| Seleção nº | Empregado (Nome real)                                                                            | Do programa | Para o programa | Notas                                                                |
| ---------- | ------------------------------------------------------------------------------------------------ | ----------- | --------------- | -------------------------------------------------------------------- |
| 1          | Jeff Hardy                                                                                       | Raw         | SmackDown       | Movido com o Campeonato dos Estados Unidos.                          |
| 2          | Absolution (Mandy Rose e Sonya Deville) (Amanda Saccomanno e Daria Berenato)                     | Raw         | SmackDown       |                                                                      |
| 3          | Samoa Joe (Nuufolau Seanoa)                                                                      | Raw         | SmackDown       |                                                                      |
| 4          | Sanity (Eric Young, Alexander Wolfe e Killian Dain) (Jeremy Fritz, Axel Tischer e Damien Mackle) | NXT         | SmackDown       | Nikki Cross, então parte do grupo, não foi mencionada.               |
| 5          | Big Cass (William Morrissey)                                                                     | Raw         | SmackDown       |                                                                      |
| 6          | Asuka (Kanako Urai)                                                                              | Raw         | SmackDown       |                                                                      |
| 7          | Luke Gallows e Karl Anderson (Andrew Hankinson e Chad Allegra)                                   | Raw         | SmackDown       |                                                                      |
| 8          | Cesaro e Sheamus (Claudio Castagnoli e Stephen Farrelly)                                         | Raw         | SmackDown       | Desafiantes ao Campeonato de Duplas do Raw no Greatest Royal Rumble. |
| 9          | R-Truth (Ronnie Killings)                                                                        | Raw         | SmackDown       |                                                                      |
| 10         | Andrade "Cien" Almas e Zelina Vega (Manuel Oropeza e Thea Trinidad)                              | NXT         | SmackDown       |                                                                      |